# Gran Vilaya
O Complexo Arqueológico Vilaya também conhecido como Gran Vilaya (anteriormente Congón)  é um complexo arqueológico do Peru localizado no Distrito de Pisuquia (a uma distância de 54 quilômetros da cidade de Chachapoyas) na província de Luya, região do Amazonas.

## Histórico
Gene Savoy , um explorador americano, descobriu e nomeou o complexo em 1985.
Gran Vilaya está localizado a oeste de Kuelap e compreende uma área de aproximadamente seis hectares (60000 m²) e a  2800 metros de altitude onde estão localizadas cerca de 5000 construções. É um dos mais importantes vestígios arqueológicos de cultura Chachapoya.
Gran Vilaya é composta de centros urbanos ou aldeias como: La Escalera, La Pirquilla, Cacahuasha, Mortero, El Obispo, Paxamarca, Lanche, El Secreto,  etc. Existem entre 15 e 30 grandes localidades e centenas de localidades menores.
Dos lugares que formam Gran Vilaya, La Escalera, é um caminho pré-incaico, que passa por La Pirquilla até Cacahuasha, estas áreas arqueológicas estão camufladas pela vegetação da área e são constituídas de construções em pedra. Outro ponto de destaque é Lanche, um monumento colossal, localizada na borda de uma montanha.
A maioria dos edifícios do Complexo Arqueológico Vilaya são de base circular característicos da Cultura Chachapoya, elemento arquitetônico explicado pelas adorações religiosas que o povo rendia as estrelas. Da mesma forma encontramos nas casas, torres e fortificações deste complexo, diversas guarnições ou ornamentos em relevo com formas romboide ou em zigue-zague referências diretas às divindades animais que os Chachapoyas adoravam em tempos ancestrais (cobra , condor e puma). Estes edifícios são feitos de pedra calcária cobertos com argamassa.